# Isla Payana
Isla Payana är en ö i Ecuador.   Den ligger i provinsen El Oro, i den sydvästra delen av landet, 400 km sydväst om huvudstaden Quito. Arean är 20,6 kvadratkilometer.
Terrängen på Isla Payana är mycket platt. Öns högsta punkt är 18 meter över havet. Den sträcker sig 9,0 kilometer i nord-sydlig riktning, och 7,6 kilometer i öst-västlig riktning.  Trakten runt Isla Payana består huvudsakligen av våtmarker.